# Šmídova vyhlídka
Šmídova vyhlídka je název vyhlídky v Krkonoších, asi 1 km západně od Medvědína a 1 km severně od Horních Míseček v okrese Trutnov v Královéhradeckém kraji.

## Popis
Nachází se nad Strmou strání, při cestě z Medvědína na Zlaté návrší. Jméno vyhlídky je odvozeno od lesmistra Ludvíka Šmída (1841–1895), jenž byl zaměstnán na panství Harrachů. Z vyhlídky je možno vidět přes údolí Labe k Sedmidolí, dále pohraničí, na Vysoké kolo, Kozí hřbety a také Sněžku.

## Přístup
Přístup na vyhlídku je možný po červené turistické značce vedoucí z Medvědína na Vrbatovu boudu. Ta se napojuje na Masarykovu cestu vedoucí z Horních Míseček. Přes vyhlídku vede také Bucharova a Medvědí cesta.